# Саврасов, Юрий Сергеевич
Юрий Сергеевич Саврасов (род. 27 октября 1937) — российский радиотехник, лауреат Государственной премии СССР.

## Биография
После окончания МГУ имени М. В. Ломоносова (1961) до 1997 г. работал в Радиотехническом институте имени академика А. Л. Минца в должностях от младшего научного сотрудника до начальника научно-исследовательского отделения(с 1982).
В 1997—2010 генеральный директор дочернего предприятия РТИ — ЗАО «РТИ-инвест».
В 1969 г. защитил кандидатскую диссертацию, в 1973 г. — докторскую. Доктор технических наук, старший научный сотрудник (1976), профессор (1986).
Разрабатывал методы, алгоритмы и программы обработки радиолокационной информации, необходимые для создания основных изделий института. Научно-технический руководитель разработки активно-пассивного комплекса «Днепр» — «Даугава».
Основные публикации:
- Методы определения орбит космических объектов. М., Машиностроение, 1981.
- Оптимальные решения : Лекции по методам обраб. измерений / Ю. С. Саврасов. — М. : Радио и связь, 2000. — 151, [1] с. : табл.
- Алгоритмы и программы в радиолокации / Ю. С. Саврасов. — М. : Радио и связь, 1985. — 216 с.; 21 см; ISBN

Лауреат Государственной премии СССР (1984), заслуженный деятель науки РФ (1997). Награждён орденом Трудового Красного Знамени (1976).